# Campeonato de Galicia de Fútbol
El Campeonato de Galicia fue un torneo oficial de fútbol a nivel regional de España disputado entre equipos de Galicia. La Federación Gallega de Fútbol, fundada en 1909, fue la encargada tanto de la regularización del citado torneo como del fútbol de la región gallega desde la temporada 1913-14. Antes ya se habían disputado siete campeonatos que sin embargo no son considerados oficiales al no estar constituida la federación, y que fueron organizados por el Vigo Foot-Ball Club al recibir una copa de plata donada por el monarca Alfonso XIII.

## Historia

### Campeonato no oficial, organizado por elVigo F.C.

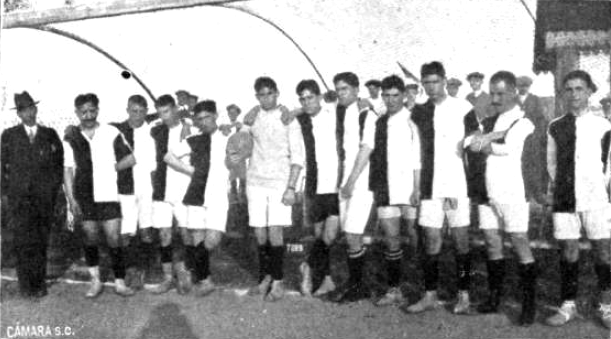
El Vigo Football Club se proclamó vencedor del torneo en las ediciones de 1907-08 y 1908-09.

El Campeonato de Galicia empezó a organizarse en el año 1905 de manera no oficial, puesto que todavía no existía la Federación Gallega de Fútbol, y fue uno de los torneos pioneros del fútbol gallego junto a la Copa Compostelana, la Copa Pontevedra y el Campeonato de Galicia y Asturias jugado en La Coruña. El torneo estaba organizado por el Vigo Football Club —que más tarde formaría junto al New Club Vigués el Real Vigo Sporting Club— y para participar solamente hacía falta que el club estuviera legalizado.
El trofeo en disputa era una copa de plata de once kilogramos sostenida por una peana de ébano que fue una donación del rey Alfonso XIII tras una petición de los organizadores, hecho que provocó que en aquella época el campeonato fuese conocido también como Copa del Rey.
En la primera edición del campeonato jugaron la final el Fortuna Foot-ball Club y el Vigo Foot-ball Club y fue proclamado campeón el Fortuna varios meses después, tras diversos enfrentamientos entre las directivas de ambos clubs.
En el torneo del año siguiente juegan la final los dos mismos equipos y, después de dos partidos terminados en empate, el Fortuna ganó un tercer encuentro y revalidó el título. La tercera edición del campeonato se disputó en formato de liga y se proclamó campeón el Vigo F.C. y subcampeón el Fortuna. El Vigo volvió a ganar el torneo el año siguiente tras vencer en la final al Pontevedra Sporting Club. En la quinta edición fue campeón el Fortuna después de ganar la semifinal al Español F.C. de Vigo y que no se presentase a la final el Victoria F.C. de Pontevedra. El año siguiente el Fortuna volvió a ganar en circunstancias parecidas, ya que el Real Club Coruña no se presentó para disputar la final del torneo. La séptima y última edición del torneo la ganó el Fortuna frente al Vigo tras una final a doble partido; los fortunistas obtuvieron el trofeo en propiedad tras esta victoria.
Cuando terminó la disputa del primer trofeo, el rey Alfonso XIII donó una nueva Copa del Rey al Vigo F.C. para que la pusiese en disputa en las subsiguientes ediciones del campeonato. La nueva copa, que venía guardada en un elegante estuche, era de plata dorada con una peana de madera barnizada y tenía grabado el emblema del monarca y la inscripción “Vigo Foot-ball Club. Premio de S.M. el Rey”. El Vigo no llegó a organizar un nuevo campeonato y decidió donar esta copa a la Federación Gallega de Fútbol para que fuese el premio del primer Campeonato de Galicia oficial. A cambio de dicha donación y de renunciar a cualquier intervención deportiva o económica en la organización del Campeonato, la Federación le entregaría al Vigo F.C. otra copa para que el citado club organizase un concurso provincial.

### Campeonato de Galicia oficial, organizado por laF.G.F.

#### Primeras ediciones oficiales
La Federación Gallega de Fútbol comenzó a organizar el torneo de manera oficial a partir de la temporada 1913-14 permaneciendo la denominación Campeonato de Galicia. Para esta primera edición oficial únicamente se inscribieron el  Real Vigo Sporting Club y el Real Club Fortuna de Vigo, resultando ganador del torneo el Vigo Sporting. En esta edición no se otorgaba la representación gallega en el Campeonato de España, que ya se había dirimido en otra competición jugada con anterioridad a la fecha de realización del Campeonato de Galicia, esto debido a que la Asamblea de la Federación había establecido previamente que ambas competiciones se disputaran por separado.
En la edición de la temporada 1914-15, el Real Club Coruña sufrió una polémica descalificación que luego fue revocada por la RFEF aunque no hubo tiempo suficiente para hacer efectiva dicha decisión de la Federación nacional y finalmente se proclamó campeón al Fortuna de Vigo. A partir de esta misma edición el torneo otorgaría también la clasificación para el Campeonato de España, de manera similar a los demás campeonatos regionales organizados por federaciones pertenecientes a la Real Federación Española de Fútbol.

#### El campeonato no disputado
El verano de 1915, una selección de jugadores del Vigo Sporting y del Fortuna de Vigo acudió a Lisboa para jugar un partido amistoso después de recibir una invitación. Los reglamentos de la Real Federación Española de Fútbol recién aprobados obligaban a notificar la disputa de partidos internacionales con 15 días de antelación. Los jugadores viajaron igualmente a Lisboa y la Federación Gallega de Fútbol notificó el asunto a la RFEF, la cual autorizó a la FGF para imponer las sanciones que considerase oportunas “teniendo presente que prefería que sufriese menoscabo el prestigio del Comité Nacional a que se causase perjuicio al desenvolvimiento de la vida futbolística gallega”. La FGF sancionó al Vigo Sporting, suspendiendo de la competición a todos sus equipos durante un año e imponiéndole una multa de 500 pesestas, mientras que los seis jugadores del Fortuna que viajaron a Lisboa fueron sancionados de forma individual, siendo suspendidos por un año, y el Fortuna como club no fue sancionado.
Algunos clubs pidieron hasta en dos ocasiones que se realizase una asamblea para discutir el tema, siendo denegadas las respectivas peticiones por la directiva de la FGF. En ese contexto, y ya en el mes de noviembre, el Deportivo Auténtico F.C. y el Real Club Coruña, que iban a participar en el Campeonato de Galicia de esa temporada junto al Fortuna, se retiraron de mismo y formaron la Unión Gallega de Clubs junto al Vigo Sporting, organizando un campeonato propio en el que participaron los tres clubs disconformes con la FGF. Este Campeonato de la Unión fue conocido también como el campeonato de honor y fue ganado por el Vigo Sporting. Por otra parte, después de la retirada del Deportivo Auténtico y el Coruña, el comité de la FGF proclamó campeón oficial al Fortuna sin tener que jugar ningún partido.
En el mes de febrero de 1916, el comité nacional de la RFEF decidió levantar la sanción que había impuesto la FGF al Vigo Sporting y a los jugadores del Fortuna. Ese mismo mes se celebró una asamblea extraordinaria de la RFEF, en la que la representación de la FGF entregó un escrito en protesta y abandonó la reunión. Las otras tres federaciones que conformaban la RFEF (Cataluña, Norte y Centro) acordaron dar de plazo hasta el 15 de marzo para que la FGF arreglase el problema del fútbol gallego o sería expulsada de la Federación nacional. Finalmente, Galicia fue excluida de la Copa del Rey de Fútbol 1916 por no solucionar sus problemas internos antes de la citada fecha. La final de la Copa, que en un principio estaba planeado que se jugase en Galicia, fue trasladada finalmente a Barcelona. A continuación la directiva de la FGF presentó su dimisión y fue elegida una nueva directiva. Por último, una asamblea de la FGF en junio de 1916 decidió anular el Campeonato de Galicia 1915-16 y no considerar campeón ni al Fortuna ni a ningún otro equipo.

#### El pleito Vigo-Fortuna por laCopa del Rey
El campeonato de la temporada 1917-18 lo ganó el Fortuna de Vigo, pero posteriormente sería anulado. Las ediciones de 1916-17 y 1918-19 fueron ganadas por el Vigo Sporting, correspondiéndole de ese modo la Copa del Rey en propiedad al ser el primer club en ganar tres veces el campeonato. El Fortuna, que estaba en ese momento en posesión de la copa por ser el ganador de la temporada anterior, se negó a entregar el trofeo al Vigo Sporting, argumentando que el Fortuna era el legítimo poseedor del mismo basándose en que el campeonato no disputado de la temporada 1915-16 había sido otorgado por la directiva de la FGF al club fortunista (decisión que posteriormente había sido anulada, cuando se arregló el problema surgido en aquella temporada) y que por lo tanto fue el Fortuna el primer club en ganar tres veces el campeonato.
En respuesta, la FGF ordena al Fortuna que entregue el trofeo, pero éstos no aceptan la decisión y son excluidos del campeonato por el órgano federativo. El Fortuna espera entonces por una decisión de la RFEF que no acaba por llegar, ante lo cual decide abandonar la FGF y unirse a la Liga Regional de Clubs de Fútbol. Paralelamente, el Fortuna formaliza una queja ante el gobernador civil de la provincia de Pontevedra, que anula la asamblea de la FGF de diciembre de 1918 por irregularidades en la representación del Pontevedra Athletic Club y el Deportivo de La Coruña. En noviembre de 1919, se celebra una asamblea de la FGF en la que se anula el Campeonato de Galicia 1917-18 que había ganado el Fortuna. En otra nueva asamblea llevada a cabo ese mismo mes, se considera al Pontevedra Athletic heredero de los derechos federativos del Pontevedra Sporting Club y al Deportivo de La Coruña heredero de los derechos federativos del Deportivo Auténtico. En junio de 1920, se anuncia un acuerdo entre el Fortuna y el Vigo para solucionar el problema del trofeo, según el cual el Fortuna reingresaría en la FGF siéndole perdonadas las sanciones, aunque teniendo que pagar lo que debe, y la Copa del Rey sería puesta otra vez en disputa. Sin embargo, el acuerdo final no se alcanzará hasta diciembre de ese mismo año, cuando se pactó que el Fortuna entregaría el trofeo a la FGF, ésta al Vigo Sporting, y este último a la RFEF en propiedad.
El torneo de la temporada 1919-20 se disputó mientras el Vigo y el Fortuna mantenían el litigio por la Copa del Rey. En esta edición inicialmente iban a participar el Vigo Sporting, el Deportivo de La Coruña, el Real Club Coruña y el Pontevedra Athletic, pero el Coruña se retiró del campeonato antes de la primera jornada y el Athletic no se presentó a jugar los partidos, quedando el torneo en un cara a cara entre el Vigo y el Deportivo. El partido de la primera vuelta del campeonato entre estos dos equipos jugado en Coya lo ganaron los vigueses por 5−1. El 22 de febrero debía jugarse en Riazor el encuentro correspondiente a la segunda vuelta, pero el Vigo Sporting no se presentó alegando que no había sido avisado de la fecha del encuentro con suficiente antelación y que estaba interesado en que el partido fuese arbitrado por un árbitro colegiado. La Federación Gallega de Fútbol no consideró válidas dichas alegaciones y concedió los puntos del partido al Deportivo, quedando así los dos equipos empatados a 10 puntos a la conclusión del campeonato.
La FGF también acordó que el día 29 se jugase en Riazor un partido de desempate, que finalizó igualado con 2−2 en el marcador. Entonces, la FGF decidió que se disputase un nuevo partido de desempate en Oviedo el día 14 de marzo. El Vigo Sporting envió una reclamación a la Real Federación Española de Fútbol y ésta acordó considerar el partido jugado el 29 de febrero como correspondiente a la segunda vuelta del Campeonato, de manera que ya no se llevó a cabo el segundo desempate y fue proclamado campeón el Vigo Sporting. El Fortuna no pudo participar en esta edición por hallarse fuera de la FGF en aquel momento.

#### De la alternancia Vigo-Fortuna a la alternancia Celta-Deportivo
Inicialmente el Campeonato sólo constaba de una categoría, pero a partir de la temporada 1919-20 pasaron a existir dos divisiones, llamándose Serie A la primera categoría y Serie B la segunda categoría. En 1923 se disputó por primera vez una tercera categoría llamada Serie C. Entre todas ellas se producían ascensos y descensos, de manera similar al sistema de ligas de fútbol de España aparecido en 1929.
Las ediciones de 1920-21 y 1921-22 fueron ganadas por el Fortuna de Vigo, mientras que la edición 1922-23 fue ganada por el Vigo Sporting, siendo esta la última edición jugada antes de la fusión de ambos clubs para formar el Celta de Vigo. A partir de ese suceso, el hasta entonces tradicional dominio del campeonato compartido por el Fortuna y el Vigo Sporting dará paso a una nueva alternancia entre el Celta y el Deportivo de La Coruña. La rivalidad entre estos dos equipos comienza muy rápido, ya que varios jugadores del Vigo Sporting (Luis Otero, Chiarroni y Ramón González) no aceptan incorporarse al nuevo club vigués surgido de la fusión y deciden fichar por el Deportivo, produciéndose una denuncia del Celta ante la Federación Gallega de Fútbol, que descalificará al Deportivo de la edición 1923-24, decisión que será revocada por la Real Federación Española de Fútbol tras un recurso del club coruñés. En una primera etapa el Celta domina el campeonato ganando tres torneos consecutivos entre 1923-24 y 1925-26. En la temporada 1926-27, el Deportivo consigue su primer campeonato y gana también la siguiente edición 1927-28. El Racing de Ferrol consiguió romper el dominio de estos dos clubs y ganó el campeonato 1928-29. Entre las temporadas 1929-30 y 1933-34, el Celta sumó tres campeonatos y el Deportivo otros dos.

#### Coexistencia con los campeonatos superregionales
En 1934, la Federación Española Fútbol lleva a cabo una reestructuración del fútbol nacional y crea una serie de campeonatos interregionales, denominados oficialmente Superregionales, situados jerárquicamente por encima de los campeonatos regionales tradicionales (con la excepción del Campeonato de Cataluña, que mantiene su categoría de facto al integrar en exclusiva un único grupo superregional) y en los cuales tomarán parte los equipos más potentes que hasta entonces participaban en los respectivos campeonatos regionales. Galicia y Asturias son agrupadas en el Campeonato Superregional Grupo 1.º (Galicia-Asturias), también conocido popularmente como Mancomunado Astur-Gallego o Galaico-Astur, quedando encuadrados en la primera edición de la temporada 1934-35 los clubs gallegos Celta de Vigo, Deportivo de La Coruña y Racing de Ferrol, aunque el torneo se vería interrumpido por problemas políticos en el territorio vecino que eclosionaron en la Revolución de Asturias. Como resultado el torneo fue dividido en dos grupos, uno asturiano y otro gallego, en los que Oviedo F.C. y Celta se proclamaron ganadores respectivamente. El torneo disputado entre los tres clubs gallegos no se trataba oficialmente de un Campeonato de Galicia, sino la sección gallega del Campeonato Superregional Astur-Gallego. El Campeonato de Galicia de la Serie A fue ganado por el Unión Sporting Club.
La temporada siguiente el Campeonato Superregional Astur-Gallego sí se disputó como estaba estipulado, resultando vencedor el Oviedo Foot-Ball Club por delante del Unión Sporting Club vigués, mientras que en cambio, era el Club Lemos lucense quien vencía en el Campeonato de Galicia. Los resultados producidos en estas dos temporadas en ambos torneos fueron valederos de acceso a la Copa de España de 1935 y a la de 1936. Asimismo, en esta misma temporada se disputó la primera Copa Galicia, formando parte de ella los equipos que participaron en ambos campeonatos.
El 29 de mayo de 1936, gallegos y asturianos solicitaron la división del grupo superregional ante la Asamblea anual de la Federación Española de Fútbol, siéndoles concedida.

#### Guerra Civil
En julio de 1936 estalla la guerra civil española y en octubre la Federación Española de Fútbol suspende las competiciones a nivel estatal, pero permitiendo a las federaciones regionales organizar sus propias competiciones oficiales si la situación así lo permite. Galicia, al estar alejada del frente de batalla, continúa desarrollando actividad futbolística pese a las graves dificultades por causa de la guerra. Así pues, la Asamblea de la Federación Gallega de Fútbol decide organizar el Campeonato de Galicia de la temporada 1936-37, en el que se proclama campeón el Deportivo de La Coruña.
En la primavera de 1937, se constituye una FEF paralela en la zona sublevada, presidida por Luciano Urquijo y con sede en San Sebastián que intenta asumir las prerrogativas de la FEF con sede en Madrid aunque entonces dirigida desde la delegación de Barcelona. Se produce entonces una dualidad federativa, que la FIFA acaba aceptando de forma provisional. Galicia, al estar en un área controlada por los sublevados, queda bajo la jurisdicción de la FEF de San Sebastián. En diciembre, Urquijo declara que ha dado instrucciones a las federaciones regionales para que organicen campeonatos de esa categoría. La FEF de San Sebastián da instrucciones para reorganizar las federaciones territoriales, nombrando un gestor único, cuya primera misión será la de organizar las competiciones oficiales.
La edición 1937-38, titulada Copa Cuerpo de Ejército de Galicia fue ganada por el Racing de Ferrol. El torneo de 1938-39 también lo ganan los ferrolanos, obteniendo la clasificación para el Torneo Nacional de Fútbol en el que fueron finalistas.
Al finalizar la guerra, los campeonatos disputados durante la misma en ambas zonas (sublevada y gubernamental) no fueron anulados, pero no se tuvieron en cuenta para los efectos de ascensos y descensos de categoría (Circular n.º 3 de 12 de agosto de 1939), de la misma manera que la situación legal de las licencias de jugadores retrotrajo a la existente al final de la temporada 1935-36 (Asamblea de la FEF de 22, 23 e 24 de julio de 1939).

#### Última edición y supresión
Con la guerra ya finalizada se jugó la última edición del campeonato, correspondiente a la temporada 1939-40, proclamándose campeón el Deportivo de La Coruña y subcampeón el FC Vigués.
Para la temporada 1940/41, el Comité Directivo de la Federación Española de Fútbol presidido por Luis Saura del Pan decidió suprimir de facto todos los campeonatos regionales salvo los de Canarias, excluyendo de participar en los mismos a los equipos participantes en el Campeonato Nacional de Liga y modificando el sistema de clasificación para la Copa de España, que sería otorgada según la posición final alcanzada en la propia Liga. De esta forma, la Seria A —rebautizada como Preferente décadas más tarde— se convirtió en la primera categoría regional gallega dentro de la Liga española. Antes de esta reestructuración, los equipos gallegos que participaban en el Campeonato Nacional de Liga seguían participando simultáneamente en el Campeonato de Galicia, con la excepción de las temporadas 1934-35 y 1935-36 que lo hicieron en el Astur-Gallego.

## Historial
Debido a que no fue hasta 1909 cuando se constituyó la Federación Gallega de Fútbol, y a 1913 cuando se hizo cargo del campeonato, las ediciones anteriores no son consideradas oficiales. Desde entonces el Real Club Celta de Vigo y el Real Club Deportivo de La Coruña son los equipos más laureados con seis títulos.
En las temporadas 1934-35 y 1935-36 los equipos gallegos se desdoblaron disputando dos campeonatos, el habitual Campeonato de Galicia y el nuevo Campeonato Superregional Grupo 1.º (Galicia-Asturias) junto a equipos asturianos. Fueron las únicas dos ediciones de este campeonato, volviendo posteriormente todos los equipos a sus regionales correspondientes del campeonato gallego y del Campeonato Regional de Asturias.
Nombres y banderas de los equipos según la época.
| Temporada                                                                       | Campeón                                                             | Resultado                                                           | Subcampeón                                                          | Notas                                                               |
| Campeonato de Galicia (no oficial, organizado por el Vigo F. C.)(*)             | Campeonato de Galicia (no oficial, organizado por el Vigo F. C.)(*) | Campeonato de Galicia (no oficial, organizado por el Vigo F. C.)(*) | Campeonato de Galicia (no oficial, organizado por el Vigo F. C.)(*) | Campeonato de Galicia (no oficial, organizado por el Vigo F. C.)(*) |
| ------------------------------------------------------------------------------- | ------------------------------------------------------------------- | ------------------------------------------------------------------- | ------------------------------------------------------------------- | ------------------------------------------------------------------- |
| 1905-06                                                                         | Fortuna F. C.                                                       |                                                                     | Vigo F. C.                                                          | Proclamado campeón meses después.                                   |
| 1906-07                                                                         | Fortuna F. C.                                                       | 0 - 0 (0 - 0, des.) (1 - 0, des.)                                   | Vigo F. C.                                                          | Se disputaron dos desempates.                                       |
| 1907-08                                                                         | Vigo F. C.                                                          |                                                                     | Fortuna F. C.                                                       | Liga.                                                               |
| 1908-09                                                                         | Vigo F. C.                                                          | 4 - 2                                                               | Pontevedra S. C.                                                    |                                                                     |
| 1909-10                                                                         | Real Fortuna F. C.                                                  |                                                                     | Victoria F.C.                                                       | El Victoria F.C. no se presentó.                                    |
| 1910-11                                                                         | Fortuna de Vigo                                                     |                                                                     | Real Club Coruña                                                    | El R.C. Coruña no se presentó.                                      |
| 1911-12                                                                         | Fortuna de Vigo                                                     | 4 - 1, 2 - 2                                                        | Vigo F. C.                                                          | Final a doble partido.                                              |
| Campeonato de Galicia (oficial, organizado por la Federación Gallega de Fútbol) |                                                                     |                                                                     |                                                                     |                                                                     |
| 1912-13                                                                         | No disputado                                                        | No disputado                                                        | No disputado                                                        | No disputado                                                        |
| 1913-14                                                                         | Real Vigo S. C.                                                     | 4 - 0, 6 - 0                                                        | Real Fortuna F. C.                                                  | Final doble.                                                        |
| 1914-15                                                                         | Real Fortuna F. C.                                                  |                                                                     | Real Vigo S. C.                                                     | Liga de 3 equipos.                                                  |
| 1915-16                                                                         | No disputado (**)                                                   | No disputado (**)                                                   | No disputado (**)                                                   | No disputado (**)                                                   |
| 1916-17                                                                         | Real Vigo S. C.                                                     |                                                                     | R. C. Fortuna/?                                                     | Liga de 4 equipos.                                                  |
| 1917-18                                                                         | Real Fortuna F. C.                                                  | 2 - 2, 3 - 0                                                        | D. Auténtico F. C.                                                  | Anulado por la F.G.F. en Asamblea de 15 de noviembre de 1919.       |
| 1918-19                                                                         | Real Vigo S. C.                                                     |                                                                     | Real Fortuna F. C.                                                  | Liga de 4 equipos.                                                  |
| 1919-20                                                                         | Real Vigo S. C.                                                     | 5 - 1, 2 - 2                                                        | R. C. D. La Coruña                                                  | Vencedor tras resolución de la Federación.                          |
| 1920-21                                                                         | Real Fortuna F. C.                                                  |                                                                     | Real Vigo S. C.                                                     | Liga de 5 equipos.                                                  |
| 1921-22                                                                         | Real Fortuna F. C. (3)                                              |                                                                     | Pontevedra A. C.                                                    | Liga de 4 equipos.                                                  |
| 1922-23                                                                         | Real Vigo S. C. (5)                                                 |                                                                     | Real Fortuna F. C.                                                  | Liga de 5 equipos.                                                  |
| 1923-24                                                                         | Club Celta                                                          |                                                                     | Racing Ferrol F. C.                                                 | Final a tres con dobles partidos.                                   |
| 1924-25                                                                         | R. C. Celta                                                         |                                                                     | R. C. D. La Coruña                                                  | Liga de 6 equipos.                                                  |
| 1925-26                                                                         | R. C. Celta                                                         |                                                                     | R. C. D. La Coruña                                                  | Liga de 6 equipos.                                                  |
| 1926-27                                                                         | R. C. D. La Coruña                                                  |                                                                     | R. C. Celta                                                         | Liga de 5 equipos.                                                  |
| 1927-28                                                                         | R. C. D. La Coruña                                                  |                                                                     | R. C. Celta                                                         | Liga de 6 equipos.                                                  |
| 1928-29                                                                         | Racing Ferrol F. C.                                                 |                                                                     | R. C. Celta                                                         | Liga de 6 equipos.                                                  |
| 1929-30                                                                         | R. C. Celta                                                         |                                                                     | R. C. D. La Coruña                                                  | Liga de 6 equipos.                                                  |
| 1930-31                                                                         | R. C. D. La Coruña                                                  |                                                                     | R. C. Celta                                                         | Liga de 6 equipos.                                                  |
| 1931-32                                                                         | Club Celta                                                          |                                                                     | C. D. La Coruña                                                     | Liga de 6 equipos.                                                  |
| 1932-33                                                                         | C. D. La Coruña                                                     |                                                                     | Racing Ferrol F. C.                                                 | Liga de 6 equipos.                                                  |
| 1933-34                                                                         | Club Celta (6)                                                      |                                                                     | C. D. La Coruña                                                     | Liga de 6 equipos.                                                  |
| 1934-35                                                                         | Unión S. C. (1)                                                     |                                                                     | Club Lemos                                                          | Liga de 6 equipos.                                                  |
| 1935-36                                                                         | Club Lemos (1)                                                      |                                                                     | Club Coruña                                                         | Liga de 6 equipos.                                                  |
| 1936-37                                                                         | C. D. La Coruña                                                     |                                                                     | Club Celta                                                          | Liga de 7 equipos.                                                  |
| 1937-38                                                                         | Racing Ferrol F. C.                                                 |                                                                     | Club Celta                                                          | Liga de 4 equipos.                                                  |
| 1938-39                                                                         | Racing Ferrol F. C. (3)                                             | 3 - 0, 2 - 1, 3 - 0, 0 - 0                                          | C. D. La Coruña                                                     | Final cuádruple.                                                    |
| 1939-40                                                                         | C. D. La Coruña (6)                                                 |                                                                     | F. C. Vigués                                                        | Liga de 6 equipos.                                                  |

Notas: 
| Temporada                                            | Campeón                                              | Resultado                                            | Subcampeón                                           | Notas                                                |
| Campeonato Superregional Grupo 1º (Galicia-Asturias) | Campeonato Superregional Grupo 1º (Galicia-Asturias) | Campeonato Superregional Grupo 1º (Galicia-Asturias) | Campeonato Superregional Grupo 1º (Galicia-Asturias) | Campeonato Superregional Grupo 1º (Galicia-Asturias) |
| ---------------------------------------------------- | ---------------------------------------------------- | ---------------------------------------------------- | ---------------------------------------------------- | ---------------------------------------------------- |
| 1934-35                                              | Oviedo F. C.                                         |                                                      | S. C. Gijón                                          | Zona asturiana                                       |
| 1934-35                                              | Club Celta                                           |                                                      | C.D. La Coruña                                       | Zona gallega                                         |
| 1935-36                                              | Oviedo F. C.                                         |                                                      | Unión S. C.                                          | Zona Astur-Gallega                                   |